# Kostel svatého Petra a Pavla (Doksany)
Hřbitovní kostel svatého Petra a Pavla v Doksanech je barokní sakrální stavbou stojící severně od obce a od doksanské kanonie. Od roku 1964 je chráněn jako kulturní památka.

## Historie
Kostel stojí na místě původního románského kostela z 1. poloviny 13. století, který byl barokně přestavěn po roce 1726 Octaviem Broggiem. Kostel patrně signalizuje polohu doprovodného laického osídlení kláštera. Uvažuje se o jeho příslušnosti k panovnickému dvoru, který se (společně s příslušnou osadou) stal posléze součástí obvěnění prvotního doksanského konventu.

## Architektura

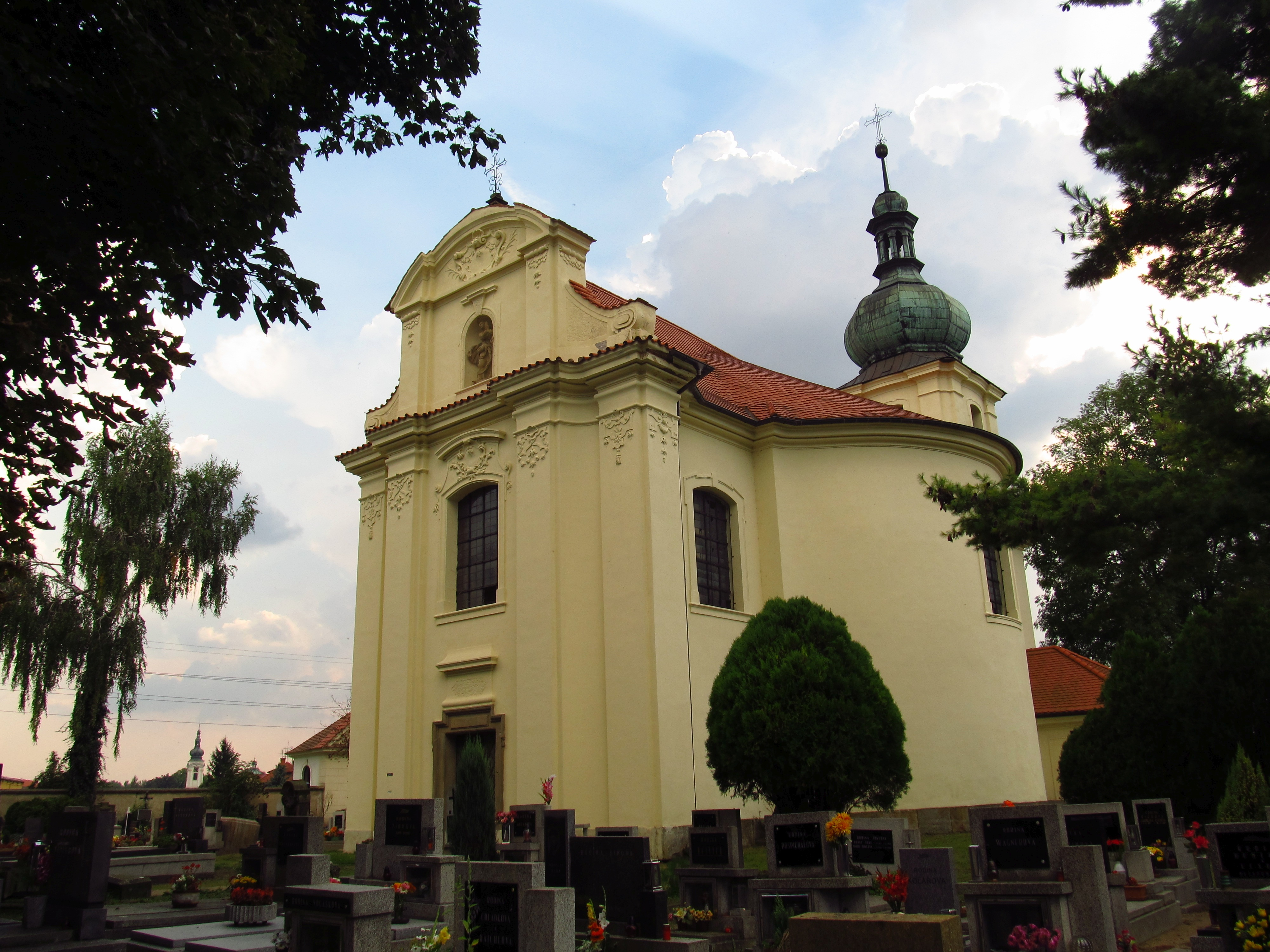
Doksanský kostel sv. Petra a Pavla (pohled ze hřbitova)

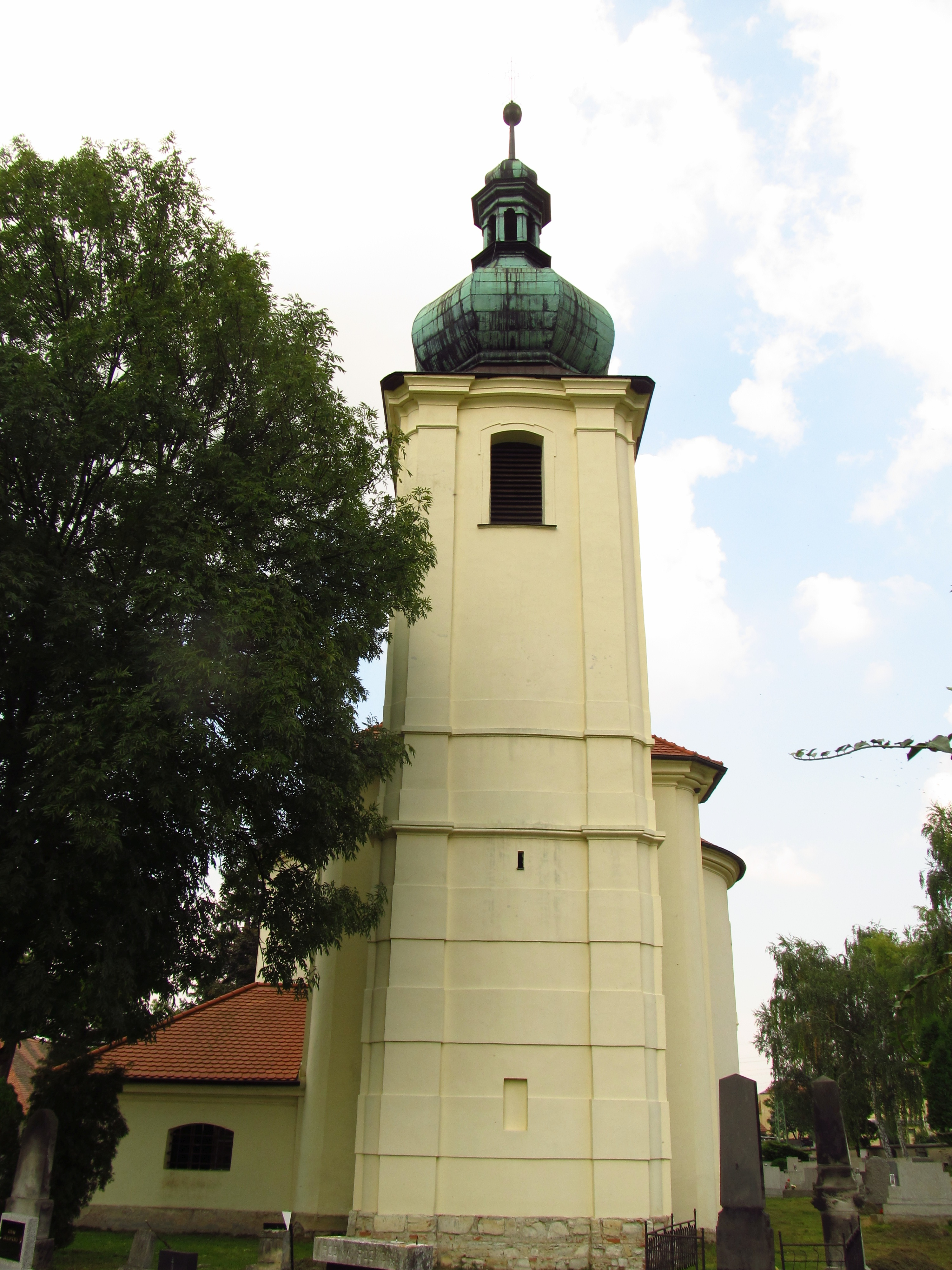
Věž doksanského hřbitovního kostela sv. Petra a Pavla

Stavba je podélná s kulisovitě rozšířeným průčelím na východní straně. V bocích lodi jsou oblé výdutě a při západním závěru kostela stojí čtyřboká věž, která je v jádře románská z 1. poloviny 13. století. Uvnitř ve věži se nachází v patře konzolový portálek na vnější emporu. Zevně je věž barokně upravena s pilastry a mírně konvexními stěnami. Na východním průčelí jsou pilastrové svazky. Ve štítě, s volutovými křídly a segmentovou římsou, je výklenek se sochou Panny Marie. Okna jsou obdélná se segmentovými záklenky. Uvnitř kostela je valená klenba a konchy s lunetami. Ve středu prostoru je v klenbě česká placka s kruhovou malbou holubice – Ducha Svatého a andílků.

## Vybavení
Hlavní oltář je barokní a pochází ze 2. čtvrtiny 18. století. Retabulum s titulním obrazem flankují pilastry s volutovými křídly a konzolami, na kterých jsou sochy sv. Anny a sv. Jana Křtitele. Po straách se nacházejí další plastiky dvou svatých rytířů. Vše je doplněno andílky a festony. Dva boční oltáře jsou barokní a pocházejí ze 2. čtvrtiny 18. století. Jsou portikového typu, každý se čtyřmi sloupky, s velmi bohatě řezanými rokajovými křídly, vázami a dalšími doplňky. Oltáře jsou opatřeny dvěma kovovými tepanými rameny pro lampy, a jsou de také dvě
plastiky Krista na kříži a dva obrazy. Jedná se vesměs o barokní díla z 18. století.

## Hřbitov
Na hřbitově kolem kostela se nachází několik tepaných křížů z konce 18. století. Ve střední části pseudogotický pomník vojákům pohřbených zde v letech 1782-1785, přenesený roku 1904 ze zrušeného vojenského hřbitova v Karlíně u pražské Invalidovny.

## Okolí
Nedaleko při cestě k silnici se nachází empírová stodola s valbovou střechou a třemi vraty se vzdutými římsami.